# Savannah (Ohio)
Savannah és una població dels Estats Units a l'estat d'Ohio. Segons el cens del 2000 tenia 372 habitants.

## Demografia
Segons el cens del 2000, Savannah tenia 372 habitants, 134 habitatges, i 103 famílies. La densitat de població era de 326,4 habitants/km².
Dels 134 habitatges en un 38,8% hi vivien nens de menys de 18 anys, en un 62,7% hi vivien parelles casades, en un 6,7% dones solteres, i en un 23,1% no eren unitats familiars. En el 18,7% dels habitatges hi vivien persones soles el 8,2% de les quals corresponia a persones de 65 anys o més que vivien soles. El nombre mitjà de persones vivint en cada habitatge era de 2,78 i el nombre mitjà de persones que vivien en cada família era de 3,2.
Per edats la població es repartia de la següent manera: un 30,1% tenia menys de 18 anys, un 9,4% entre 18 i 24, un 33,1% entre 25 i 44, un 18% de 45 a 60 i un 9,4% 65 anys o més.
L'edat mediana era de 33 anys. Per cada 100 dones de 18 o més anys hi havia 101,6 homes.
La renda mediana per habitatge era de 35.469 $ i la renda mediana per família de 38.182 $. Els homes tenien una renda mediana de 33.333 $ mentre que les dones 21.250 $. La renda per capita de la població era de 14.546 $. Aproximadament el 8,7% de les famílies i el 9,6% de la població estaven per davall del llindar de pobresa.

## Poblacions més properes
El següent diagrama mostra les poblacions més properes.